# Angela Lansburyová
Angela Brigid Lansburyová, od roku 2014 Dame Angela Lansbury, DBE (16. října 1925 Londýn, Spojené království — 11. října 2022 Los Angeles, Kalifornie, USA) byla britsko-americká filmová herečka a zpěvačka.
Debutovala ve snímku Gaslight z roku 1944 v roli zlomyslné služebné, za jejíž ztvárnění byla nominována i na Cenu Akademie. Dále hrála například ve filmech The Manchurian Candidate (1962), Bedknobs and Broomsticks (1971) nebo Kráska a zvíře (1991).
V padesátých letech se dostala do newyorského divadla Broadway Theatre, kde sklidila velký úspěch v muzikálech Gypsy, Mame a Sweeney Todd. Z jejích novějších rolí je známé zejména zpodobnění spisovatelky Jessiky Fletcherové v americkém televizním seriálu To je vražda, napsala, ve kterém se objevovala v letech 1984–1996, či její role Madame Arcatiové z broadwayské hry Blithe Spirit.
Byla nositelkou řady významných ocenění, celkem pětkrát získala Cenu Tony a šestkrát Zlatý glóbus a jakožto nejlepší herečka ve vedlejší roli byla i třikrát nominována na Cenu Akademie a celkem osmnáctkrát na Cenu Emmy. Britská královna Alžběta II. ji v roce 2013 vyznamenala za zásluhy šlechtickým titulem Dáma britského impéria. Zemřela 11. října 2022, pět dní před svými 97. narozeninami.